# Citroën C3 Aircross
Citroën C3 Aircross – samochód osobowy typu crossover klasy aut miejskich produkowany pod francuską marką Citroën od 2017 roku. Od 2024 roku produkowana jest druga generacja modelu.

## Historia i opis modelu

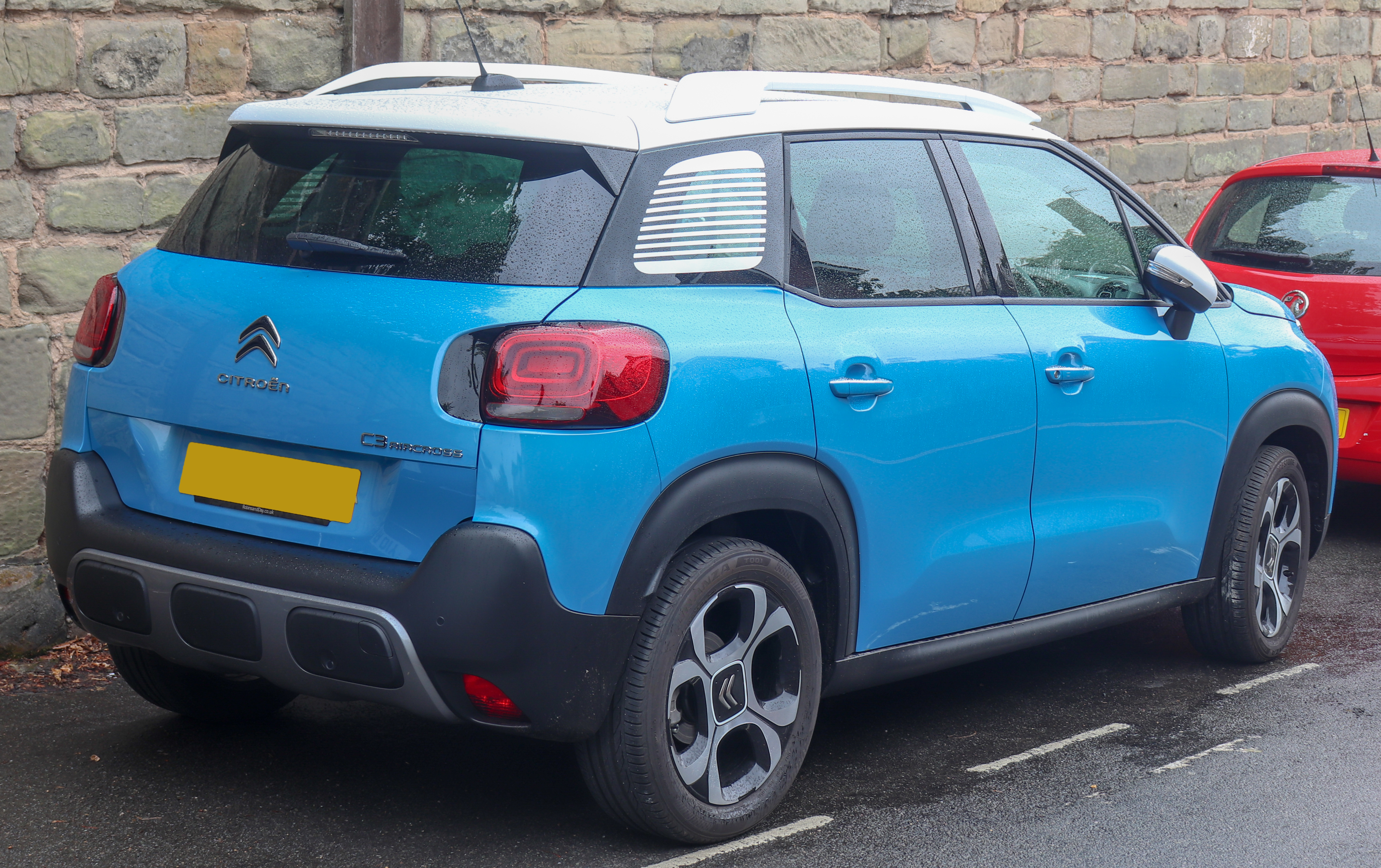
Citroën C3 Aircross przed liftingiem - tył

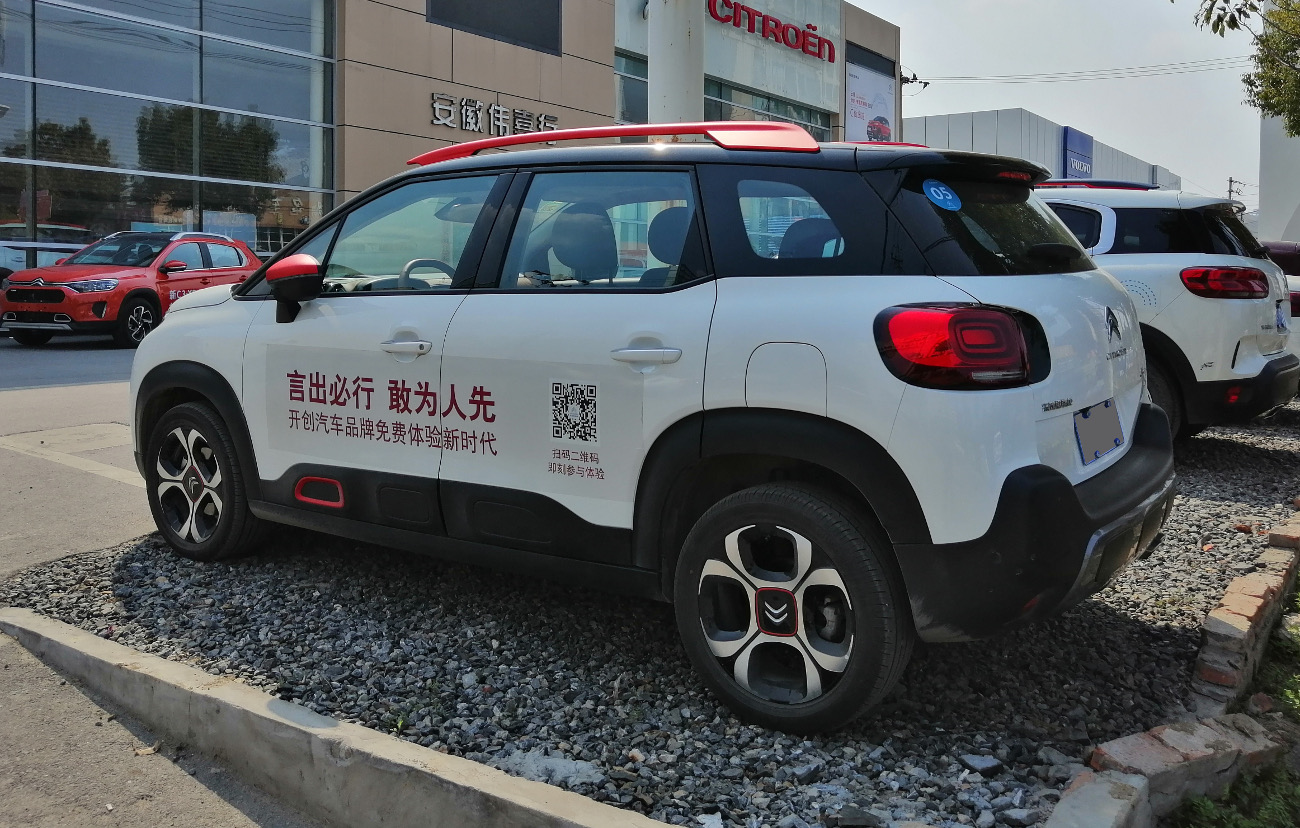
chiński Citroën C4 Aircross

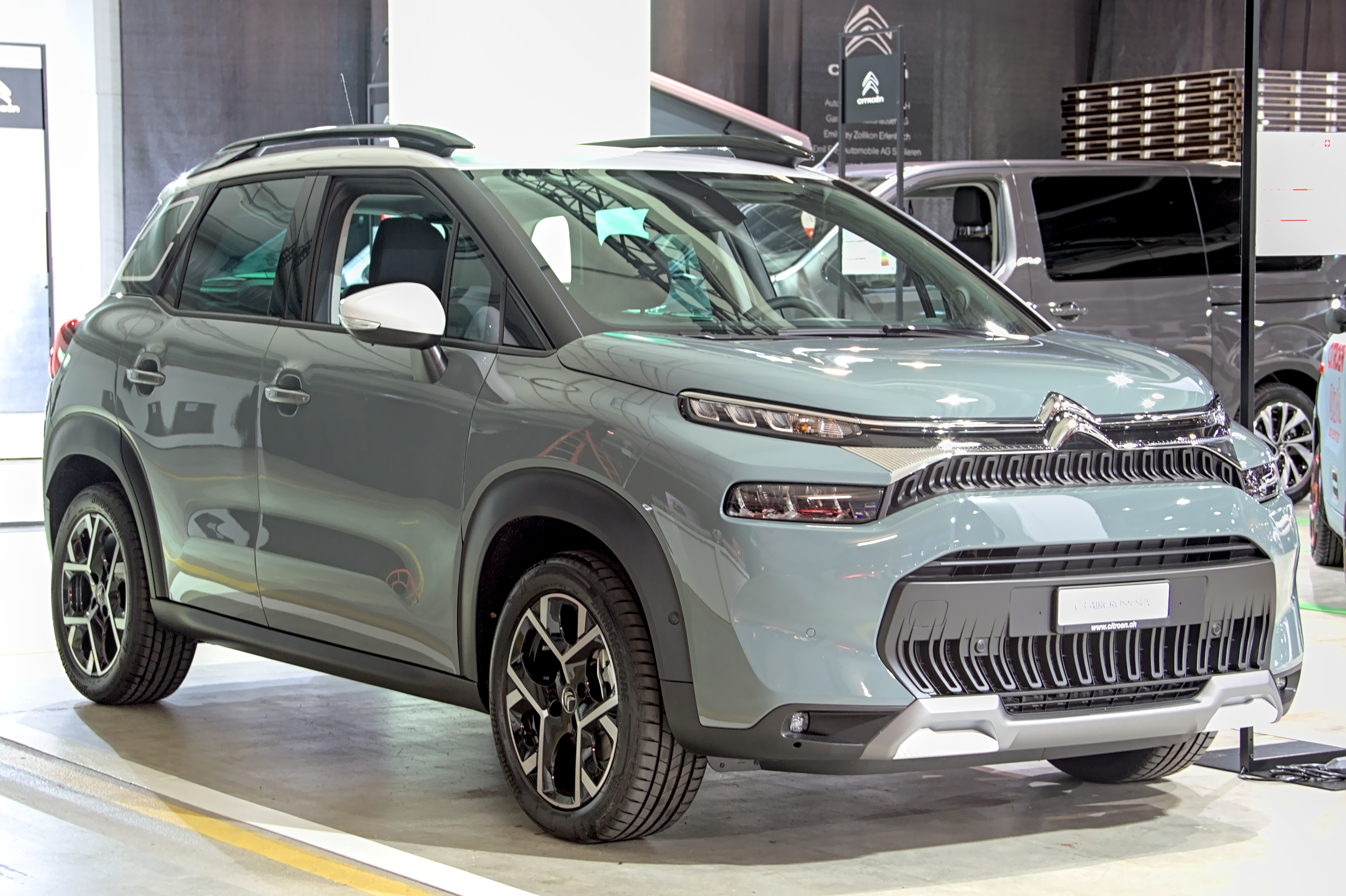
Citroen C3 Aircross po liftingu

Samochód został zaprezentowany jesienią 2017 roku na salonie we Frankfurcie. Sprzedaż ruszyła pod koniec 2017 roku.  Europejski C3 Aircross nie ma nic wspólnego z brazylijskim odpowiednkiem o takiej samej nazwie i powstał z myślą o Starym Kontynencie, powstając we współpracy z Oplem jako bliźniak modelu Crossland X.
C3 Aircross kontynuuje trend wycofywania się producentów z segmentu miejskich minivanów i zastępowania dotychczasowych modeli crossoverami - C3 Aircross zastąpił w gamie marki bowiem produkowanego od 2008 roku C3 Picasso i uplasował się w europejskiej gamie marki jako bardziej rodzinna i funkcjonalna alternatywa dla lifestyle'owego plasowanego w tym samym segmencie C4 Cactus.
Oficjalną zapowiedzią C3 Aircrossa był zaprezentowany w marcu 2017 roku prototyp C-Aircross Concept, który zdradził pudełkowatą sylwetkę samochodu i charakterystyczne cechy wyglądu przyszłego pojazdu. Pierwsze zdjęcia seryjnego modelu opublikowano 12 czerwca 2017 roku. Produkcyjna postać pojazdu nawiązuje designem do trzeciego wcielenia miejskiego hatchbacka C3, a znakiem szczególnym są panele airbumps' na dolnych krawędziach drzwi oraz kolorowe nakładki na szyby w słupku C.
W Chinach samochód pełni inną rolę w gamie. Pozycjonowany jest powyżej miejskiego crossovera C3 XR i oferowany pod nazwą Citroën C4 Aircross, jako następca znanego w przeszłości, także w Europie, modelu o takiej samej nazwie.

### Lifting
W lutym 2021 roku samochód przeszedł gruntowny lifting. Model upodobnił się do Citroëna C5 Aircross. Przeprojektowany został zderzak i otrzymał nowe reflektory, które nadają dojrzalszy i masywniejszy wygląd.

## Wersje wyposażenia[6]
- Live
- Feel
- Shine
- Rip Curl - wersja specjalna[7]